# Dainius Žalimas
Dainius Žalimas (né le 22 mai 1973) est un avocat, juriste et homme politique lituanien qui a présidé la Cour constitutionnelle de Lituanie de 2014 à 2021. Il a été candidat du Parti de la liberté à l'élection présidentielle lituanienne de 2024. Lors des élections européennes de 2024, il a remporté un siège pour le Parti de la liberté.

## Biographie
Dainius Žalimas est le président du groupe des Amis du Tibet fondé officiellement le 30 janvier 2025 au Parlement européen, avec le soutien de plus de 20 législateurs issus des principaux groupes politiques.